# Музяковский сельсовет
Музяковский сельсовет — муниципальное образование в Краснокамском районе Башкортостана.
Административный центр — село Музяк.

## История
Согласно Закону о границах, статусе и административных центрах муниципальных образований в Республике Башкортостан имеет статус сельского поселения.

## Население
| 2002  | 2009  | 2010  | 2012  | 2013  | 2014  | 2015  |
| ----- | ----- | ----- | ----- | ----- | ----- | ----- |
| 1154  | ↗1323 | ↗1328 | ↘1269 | ↘1254 | ↘1197 | ↗1220 |
| 2016  | 2017  | 2018  |       |       |       |       |
| ↗1243 | ↘1203 | ↘1191 |       |       |       |       |

## Состав сельского поселения
| № | Населённый пункт | Тип населённого пункта       | Население |
| - | ---------------- | ---------------------------- | --------- |
| 1 | Музяк            | село, административный центр | ↘544      |
| 2 | Воробьёво        | деревня                      | ↗214      |
| 3 | Илистанбетово    | деревня                      | ↗182      |
| 4 | Карякино         | деревня                      | ↗130      |
| 5 | Калтаево         | деревня                      | ↗124      |
| 6 | Ишметово         | деревня                      | ↘106      |
| 7 | Зубовка          | деревня                      | ↘28       |